# Santos Dumont, Minas Gerais
Santos Dumont este un oraș în Minas Gerais (MG), Brazilia.